# Manuel Monteiro de Castro
Manuel Monteiro de Castro, né le 29 mars 1938 à Guimarães au Portugal, est un cardinal et archevêque portugais de l'Église catholique romaine, pénitencier majeur émérite depuis septembre 2013.

## Biographie
Né en 1938 dans la paroisse de Santa Eufémia de Prazins à Guimarães, dans le nord du Portugal, Manuel Monteiro de Castro est ordonné prêtre en 1961 pour le diocèse de Braga. Il entame par la suite une carrière diplomatique pour le Saint-Siège, officiant successivement comme nonce apostolique aux Antilles de 1985 à 1990, au Salvador de 1990 à 1998, en Afrique du Sud, Namibie (en) et Swaziland (en) de 1998 à 2000 et enfin pour l'Espagne et Andorre (en) de 2000 à 2009.
Le 3 juillet 2009 le pape Benoît XVI le charge de la secrétairerie de la Congrégation pour les évêques - soit numéro deux de la Congrégation - fonction qui l'affecte de facto au secrétariat du Collège des cardinaux. Le 5 janvier 2012, Benoît XVI lui confie la charge de pénitencier majeur de l’Église catholique en remplacement du cardinal Fortunato Baldelli, démissionnaire.
Ayant atteint la limite d'âge de soixante-quinze ans, il est lui-même remplacé à ce poste par la cardinal Mauro Piacenza, nommé par François le 21 septembre 2013 lors du premier mouvement d'ampleur au sein de la curie depuis le début du pontificat.

### Cardinalat
Il est créé cardinal par Benoît XVI le 18 février 2012 avec le titre de cardinal-diacre de San Domenico di Guzman dont il est le premier titulaire.
Il participe au conclave de 2013 qui voit l'élection du pape François. Il atteint la limite d'âge le 29 mars 2018, ce qui l'empêche de participer aux votes du conclave de 2025 (élection de Léon XIV).

## Succession apostolique
Manuel Monteiro de Castro a ordonné les évêques suivants :
- Archevêque Robert Rivas, O.P. (1990)
- Archevêque Juan del Río Martín (es) (2000)
- Évêque Casimiro López Llorente (es) (2001)
- Évêque Amadeo Rodríguez Magro (es) (2003)
- Évêque José Manuel Lorca Planes (es) (2004)
- Archevêque Vicente Jiménez Zamora (es) (2004)
- Archevêque Jaume Pujol Balcells (es) (2004)
- Évêque Demetrio Fernández González (es) (2005)
- Évêque Manuel Sánchez Monge (es) (2005)
- Évêque Bernardo Álvarez Afonso (2005)
- Évêque José Ignacio Munilla (es) (2006)
- Archevêque Francisco Cerro Chaves (es) (2007)
- Évêque Gerardo Melgar Viciosa (es) (2008)
- Évêque Francesc Pardo (es) (2008)
- Évêque Eusebio Hernández Sola (es), O.A.R. (2011)

### Sources partielles
- « Mgr Manuel Monteiro de Castro, nouveau pénitencier majeur de l’Église catholique » in La Croix, 5 janvier 2012, article en ligne
- « Qui sont les 22 nouveaux cardinaux ? Liste et biographies des 22 nouveaux cardinaux créés lors du consistoire du 18 février 2012 par Benoît XVI » in La Croix, 6 janvier 2012, article en ligne